# 原田彩楓
原田彩楓（日语：／ Harada Sayaka，1997年12月23日—）為日本的女性配音員。V-FORK所屬。出身於千葉縣。

## 經歷
高中決定進路時立志成為聲優，於2015年進入養成所。
進入養成所前不太擅長唱歌。
2016年7月22日，原田彩楓以無名新人之姿，確認於遊戲「偶像大師 灰姑娘女孩」出演三船美優一角，因此引發了一波網路上的搜尋熱潮。
2019年1月1日從準所屬升為正所屬，並於同日開設個人推特帳號。
2019年7月31日由於契約期滿，從CLARE VOICE退所，以自由身活動。
2020年1月起成為V-FORK所屬。

## 人物
- 有著漂亮的黑髮而自豪。
- 在家中是次女，有一個姊姊和一個弟弟[9]

### 興趣、愛好
- 喜歡番茄、和菓子等甜食。
- 興趣/特長為早起、散步、朗讀[2]
- 喜歡玩黏土、史萊姆[9][10]
- 擅長吃辣的東西[10]

## 演出作品
※粗體字表示說明飾演的主要角色。

### 電視動畫
2015年
- 高校星歌劇（女高中生）

2016年
- Lostorage incited WIXOSS（女學生）
- 時間飛船24（鬼少女們）

2017年
- 烏菈菈迷路帖（千矢）[11]
- 幼女戰記（小孩）
- MARGINAL#4 由KISS開始創造的Big Bang（女孩子）
- 愛麗絲與藏六（女服務生、店員、情侶、少女、女高中生、聲音）
- 快盜天使BREAK（朋友A）
- 情色漫畫老師（女子中學生B）
- 雛邏輯 ～來自幸運邏輯～（學生）
- 單蠢女孩（隅野沙耶香[12]）
- Gamers 電玩咖！（女學生）
- 偶像大師 灰姑娘女孩劇場 2nd SEASON（三船美優、女學生A）
- 悠久持有者：魔法老師！ 第2部（結城忍）
- 寶石之國（西瓜碧璽）
- 我的女友是個過度認真的處女bitch（女孩子〈電視聲音〉）

2018年
- 皇帝聖印戰記（ウルリカ）
- 龍王的工作！（竹內美羽）
- 博多豚骨拉麵團（女）
- 牙鬥獸娘（乃塒押繪）
- 時間飛船24 逆襲的三惡人（女官）
- 漫畫女孩（女高中生）
- Lostorage conflated WIXOSS（女學生）
- 最終休止符～無止境的螺旋物語～（米札爾[13]）
- 千緒的通學路（路人〈女〉、女子）
- Planet With（高天原望[14]）
- Happy Sugar Life（打工女子）
- 搖曳莊的幽奈小姐（仲居千歲[15]）
- 偶像大師 灰姑娘女孩劇場 3rd SEASON（三船美優）
- 魔法禁書目錄III（薇莉安[16]）
- 我家的女僕有夠煩！（鷲崎美美香[17]）
- 哥布林殺手（巫術士、少女巫術師）
- 叛逆性百萬亞瑟王（占卜亞瑟）

2019年
- 童話魔法使（格蕾蒂亞）
- 偶像大師 灰姑娘女孩劇場 CLIMAX SEASON（三船美優）
- 普通攻擊是全體二連擊，這樣的媽媽你喜歡嗎？（波特）

2020年
- 突擊莉莉 BOUQUET (江川樟美[18])
- 攀岩！-Sport Climbing Girls-（後藤菊子[19]）

2021年
- 演劇偶像（少年偶像）
- 碧藍航線 微速前進！（敦刻爾克）
- 持續狩獵史萊姆三百年，不知不覺就練到LV MAX（哈爾卡拉[20]）
- 精靈幻想記（綾瀨美春[21]）
- 鬥神姬（クリシュティナ・アルツェバルスキー）

2022年
- 朋友遊戲（花宮滿）

2023年
- 偶像大師 灰姑娘女孩 U149（三船美優）
- 能幹貓今天也憂鬱（藝人）

2024年
- 蔚藍檔案 The Animation（奧空綾音[22]）
- 精靈幻想記2（綾瀨美春[23]）

2025年
- 持續狩獵史萊姆三百年，不知不覺就練到LV MAX ～其二～（哈爾卡拉[24]）

### OVA
2016年
- 青春水球社（梅田）※單行本第11卷限定版附贈DVD

2017年
- 食戟之靈 貳之皿「遠月十傑」（女學生）

2018年
- 悠久持有者 OVA2（结城忍）
- 搖曳莊的幽奈小姐（仲居千歲）※漫畫第11卷附贈動畫BD限定版
- 搖曳莊的幽奈小姐（仲居千歲）※漫畫第12卷附贈動畫BD限定版

2019年
- 我家的女僕有夠煩！（鷲崎美美香）

### 網路動畫
2016年
- 星期一的豐滿（小爱）[25]

2017年
- 偶像大師 灰姑娘女孩劇場 週二灰姑娘劇場（三船美優）

2018年
- A.I.C.O.：化身（伊佐津柚葉）

2020年
- 偶像大師 灰姑娘女孩劇場 Extra Stage（三船美優）

2021年
- 星期一的豐滿2（小愛）

### 遊戲
2016年
- 偶像大師 灰姑娘女孩（三船美優）
- 偶像大師 灰姑娘女孩 星光舞台（三船美優）
- 編隊少女（莉澤洛特·埃申巴赫[26]）

2017年
- 最終騎士 -X fragments-（比司吉）
- 為了誰的鍊金術師（烏茲瑪[27]）
- 閃耀幻想曲（千矢）

2018年
- 巴哈姆特之怒（愛莉涅）
- 悠久持有者：魔法老師！ 第2部（結城忍）
- 再見吧武器（睡蓮）
- 搖曳莊的幽奈小姐 溫泉迷宮（仲居千歲[28]）
- 天華百劍-斬-（太郎坊兼光）
- Sevens Story（科頓、莉澤洛特）
- 碧藍航線（榛名[29]、敦刻爾克）
- 祈禱之天秤（實村若菜[30]）
- 魔物娘☆後宮（米裘爾）
- 闇影詩章（惡意的炎帝、人偶之主·薇奧拉、豐饒鬥士·愛莉涅、大地元素使[31]）

2019年
- 言靈戰士（イカルマ[32]、リョウ駕レス[33]）
- 魔法禁书目录 幻想收束（薇莉安）
- Ninja Girl and the Mysterious Army of Urban Legend Monsters! ～ Hunt of the Headless Horseman.～（瑪莉[34]）
- 搖曳莊的幽奈小姐 咚隆隆溫泉大遊記（仲居千歲）
- 町娘 地球防衛 LIVE（倫敦[35]、巴塞隆納[36]）

2020年
- 超異域公主連結☆Re:Dive（蘭法）

### 廣播劇CD
- 持續狩獵史萊姆三百年，不知不覺就練到LV MAX（2018年，哈爾卡拉[37]） - 小說5卷、7卷、9卷、12卷附贈廣播劇CD限定特裝版
- 精靈幻想記（2018年－2020年，綾瀨美春[38][39][40]） - 小說12卷、14卷、17卷附贈廣播劇CD特裝版
- 哥布林殺手（2019年、少女巫術士）※小說10卷附贈廣播劇CD特裝版

### 廣播連續劇
- 在大國開外掛，輕鬆征服異世界！（2018年，羅莎琳[41]）

### 廣播節目
- Radio牙鬥獸娘〜獸人觀察〜（2017年－2018年，音泉）[42]
- 廣播最終休止符 ―三賢者的秘密基地―（2018年，音泉）[43]
- 原田彩楓のさやのま（2020年4月 - ，文化放送超！A&G+）[44]

## 音樂CD

### 角色歌
| 發行日期 | 標題                                                                | 名義 | 曲名                                      | 商業搭配                                                       |
| 2016年   | 2016年                                                              | 2016年 | 2016年                                    | 2016年                                                         |
| -------- | ------------------------------------------------------------------- | --- | ----------------------------------------- | -------------------------------------------------------------- |
| 11月14日 |                                                                     | 小愛(原田彩楓) |                                           | 網路動畫「星期一的豐滿」片尾曲                                 |
| 11月16日 | THE IDOLM@STER CINDERELLA MASTER Take me☆Take you                   | THE IDOLM@STER CINDERELLA GIRLS!                                                                                           | 「Take me☆Take you」                      | 遊戲『偶像大師 灰姑娘女孩』相關歌曲                            |
| 11月16日 | THE IDOLM@STER CINDERELLA MASTER Take me☆Take you                   | THE IDOLM@STER CINDERELLA GIRLS for BEST5!                                                                                 |                                           | 遊戲『偶像大師 灰姑娘女孩』相關歌曲                            |
| 2017年   |                                                                     | |                                           |                                                                |
| 2月22日  |                                                                     | [ 成员 3 ] |                                           | 電視動畫『烏菈菈迷路帖』片頭曲                                 |
| 2月22日  | 「うららか日和の四重奏」                                            | [ 成员 3 ] | 電視動畫『烏菈菈迷路帖』相關歌曲          |                                                                |
| 2月22日  | 千矢（原田彩楓）                                                    | | 電視動畫『烏菈菈迷路帖』相關歌曲          |                                                                |
| 4月19日  |                                                                     | | 電視動畫『烏菈菈迷路帖』相關歌曲          |                                                                |
| 5月24日  |                                                                     | 澀谷凛（福原綾香）、上条春菜（長島光那）、神谷奈緒（松井惠理子）、神崎蘭子（内田真禮）、三船美優（原田彩楓）               |                                           | 電視動畫『偶像大師 灰姑娘女孩劇場』片尾曲                      |
| 5月24日  | 三船美優（原田彩楓）                                                | |                                           | 電視動畫『偶像大師 灰姑娘女孩劇場』片尾曲                      |
| 7月5日   |                                                                     | 千矢（原田彩楓） |                                           | 電視動畫『烏菈菈迷路帖』相關歌曲                               |
| 7月5日   | [ 成员 3 ]                                                          | |                                           | 電視動畫『烏菈菈迷路帖』相關歌曲                               |
| 8月9日   |                                                                     | 宵乙女 |                                           | 遊戲『偶像大師 灰姑娘女孩 星光舞台』相關歌曲                   |
| 8月25日  |                                                                     | [ 成员 3 ] |                                           | 電視動畫『烏菈菈迷路帖』相關歌曲                               |
| 10月25日 |                                                                     | 近衛刀太（高倉有加）、時坂九郎丸（廣瀨有紀）、櫻雨桐衣（茅野愛衣）、夏凜（小倉唯）、結城忍（原田彩楓）、雪廣霙（鬼頭明里） |                                           | 電視動畫『UQ HOLDER！悠久持有者！』片頭曲                      |
| 10月25日 | 「Steady→Go!!」                                                     | 近衛刀太（高倉有加）、時坂九郎丸（廣瀨有紀）、櫻雨桐衣（茅野愛衣）、夏凜（小倉唯）、結城忍（原田彩楓）、雪廣霙（鬼頭明里） | 電視動畫『UQ HOLDER！悠久持有者！』片尾曲 |                                                                |
| 2018年   |                                                                     | |                                           |                                                                |
| 1月31日  |                                                                     | 結城忍（原田彩楓）、雪廣霙（鬼頭明里）                                                                                     |                                           | 電視動畫『UQ HOLDER！悠久持有者！』相關歌曲                    |
| 4月4日   | THE IDOLM@STER CINDERELLA MASTER 050 三船美優                       | 三船美優（原田彩楓） | 「Last Kiss」                             | 遊戲『偶像大師 灰姑娘女孩』相關歌曲                            |
| 4月25日  |                                                                     | [ 成员 5 ] |                                           | 電視動畫『最終休止符 -無止境的螺旋物語-』片尾曲                |
| 4月25日  | 電視動畫『最終休止符 -無止境的螺旋物語-』相關歌曲                   | [ 成员 5 ] |                                           |                                                                |
| 9月8日   |                                                                     | 三船美優（原田彩楓） |                                           | 遊戲『偶像大師 灰姑娘女孩 星光舞台』相關歌曲                   |
| 12月15日 |                                                                     | 和泉守兼定（高井舞香）、獅子王（高柳知葉）、太郎坊兼光（原田彩楓）                                                         |                                           | 遊戲『天華百劍-斬-』相關歌曲                                   |
| 12月28日 |                                                                     | 川島瑞樹（東山奈央）、三船美優（原田彩楓）                                                                                 |                                           | 漫畫『偶像大師灰姑娘女孩 After20』相關歌曲                     |
| 2019年   |                                                                     | |                                           |                                                                |
| 1月23日  | THE IDOLM@STER CINDERELLA GIRLS STARLIGHT MASTER 25 Happy New Yeah! | 三船美優（原田彩楓）、藤原肇（鈴木實里）                                                                                   | 「Nocturne 〜For SS3A Rearrange Mix〜」   | 遊戲『偶像大師 灰姑娘女孩 星光舞台』相關歌曲                   |
| 1月30日  |                                                                     | 仲居千歲（原田彩楓） |                                           | 電視動畫『搖曳莊的幽奈小姐』相關歌曲                           |
| 2月27日  |                                                                     | 高梨米夏（白石晴香）、鷲崎美美香（原田彩楓）、森川結衣（井澤詩織）                                                         |                                           | 電視動畫『我家的女僕有夠煩！』相關歌曲                         |
| 4月17日  |                                                                     | 和泉守兼定（高井舞香）、獅子王（高柳知葉）、太郎坊兼光（原田彩楓）                                                         |                                           | 遊戲『天華百劍-斬-』相關歌曲                                   |
| 5月22日  | THE IDOLM@STER CINDERELLA GIRLS LITTLE STARS! Max Beat              | 三船美優（原田彩楓） |                                           | 電視動畫『偶像大師 灰姑娘女孩劇場』相關歌曲                    |
| 5月30日  |                                                                     | 市原仁奈（久野美咲）、三船美優（原田彩楓）                                                                                 |                                           | 漫畫『偶像大師 灰姑娘女孩 U149』相關歌曲                       |
| 11月13日 | THE IDOLM@STER CINDERELLA MASTER 3Chord for the Pops!               | 濱口菖蒲（田澤茉純）、白菊螢（天野聰美）、三船美優（原田彩楓）                                                             | 「印象」                                  | 遊戲『偶像大師 灰姑娘女孩』相關歌曲                            |
| 11月27日 |                                                                     | 波特（原田彩楓） |                                           | 電視動畫『普通攻擊是全體二連擊，這樣的媽媽你喜歡嗎？』相關歌曲 |
| 2020年   |                                                                     | |                                           |                                                                |
| 1月8日   | THE IDOLM@STER CINDERELLA GIRLS STARLIGHT MASTER 35 Palette         | 三船美優（原田彩楓） |                                           | 遊戲『偶像大師 灰姑娘女孩 星光舞台』相關歌曲                   |

## 腳註

### 组合成员
1. ↑  高垣楓（早見沙織）、三船美優（原田彩楓）、森久保乃乃（高橋花林）、島村卯月（大橋彩香）、安部菜菜（三宅麻理惠）、前川未來（高森奈津美）、依田芳乃（高田憂希）、本田未央（原紗友里）、佐藤心（花守由美里）
2. ↑  島村卯月（大橋彩香）、高垣楓（早見沙織）、三船美優（原田彩楓）、森久保乃乃（高橋花林）、依田芳乃（高田憂希）
3. 1 2 3  千矢（原田彩楓）、紺（本渡楓）、小梅（久保百合花）、乃乃（佳村遙）
4. ↑  高垣楓（早見沙織）、佐藤心（花守由美里）、三船美優（原田彩楓）、安部菜菜（三宅麻理惠）、片桐早苗（和氣杏未）
5. ↑  原田彩楓、鬼頭明里、真野步

## 外部連結
- 原田彩楓的X（前Twitter）（日語）
- 原田彩楓事務所個人頁面（日語）